# Corpus Sireo
Corpus Sireo Real Estate GmbH (Eigenschreibweise CORPUS SIREO) war ein deutscher Immobiliendienstleister mit Standorten in Deutschland und Luxemburg. Nachdem die Gesellschaft 2014 als Tochtergesellschaft der Swiss Life Asset Managers operierte, ging sie am 1. August 2021 durch Fusion in dem Mutterkonzern auf.

## Geschichte

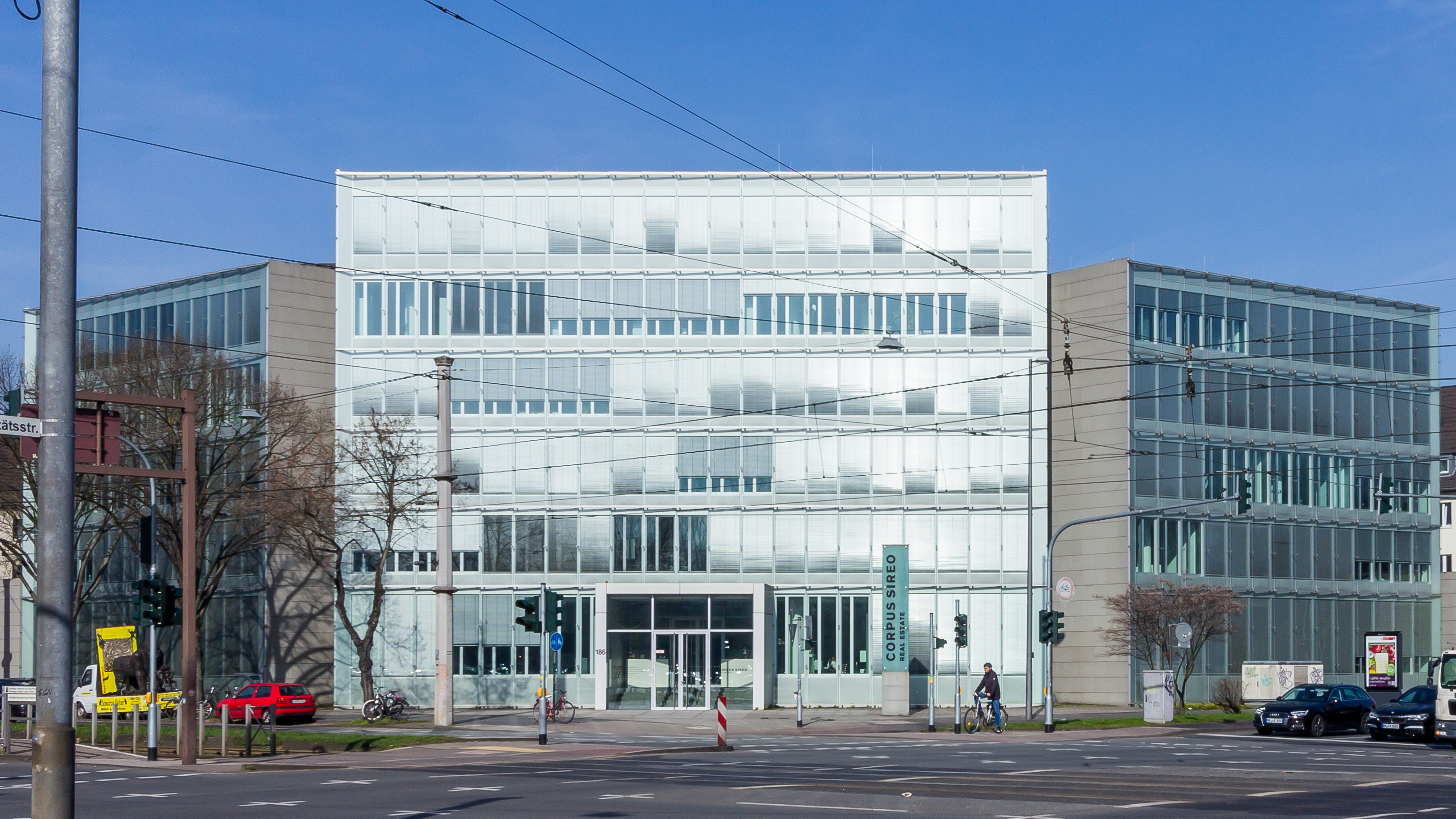
Zentrale von Corpus Sireo in Köln

1962 gründete Martin Zimmer in Köln ein Immobilienunternehmen, dessen Maklersparte 1987 bis 1993 in zwei Tranchen an die Deutsche Bank veräußert wurde. 1995 wurde die Corpus Immobiliengruppe GmbH & Co. KG als Gemeinschaftsunternehmen der M. Zimmer Gruppe und der Stadtsparkasse Köln gegründet. Zeitgleich übernahm Michael Zimmer den Vorsitz der Geschäftsführung.
Im Jahr 1998 erwarb die Corpus Immobiliengruppe 11.000 Wohnungen von der Deutschen Post AG. Thyssen-Krupp verkaufte im Dezember 2004 für 2,1 Milliarden Euro den Wohnungsbestand des Unternehmens von 48.000 Wohnungen im Ruhrgebiet an Immeo, einem Konsortium der Bank Morgan Stanley und der Corpus Gruppe. Hierzu gehörten unter anderen 20.000 Wohnungen in Duisburg, 5.500 in Düsseldorf, 11.000 in Essen, 4.400 in Mülheim an der Ruhr, 2.800 in Oberhausen und 1.200 in Gelsenkirchen sowie 370 Mitarbeiter.
2001 beteiligte sich die Stadtsparkasse Düsseldorf, die Frankfurter Sparkasse folgte 2004.
2007 fusionierte die Corpus Immobiliengruppe GmbH & Co. KG mit der Sireo Real Estate GmbH zu einer Corpus Sireo-Gruppe mit sechs Geschäftssparten (Investment Management, Asset Management Commercial, Asset Management Retail, Asset Management Residential, Projektentwicklung, Makler).
Auch in den Folgejahren expandierte das Unternehmen weiter, unter anderem in Kooperationen mit Morgan Stanley und Citigroup.
Im Jahr 2009 übergab Michael Zimmer den Vorsitz der Geschäftsführung an den vorherigen Geschäftsführer des Bereichs Investment und Service Ralph Günther. 2013 verlängerte die Deutsche Telekom AG, Bonn, das Asset Management Mandat durch die Corpus Sireo Asset Management Commercial GmbH für die mehr als 14.000 Konzernimmobilien bis zum Jahr 2022.
Im Sommer 2014 übernahm der schweizerische Versicherungskonzern Swiss Life die Corpus-Sireo-Gruppe vollständig.
Zum 1. Juli 2017 wurde die GmbH umfirmiert auf Corpus Sireo Real Estate GmbH und ging 2021 auch völlig im Mutterkonzern – inklusive einheitlichem Markenauftritt – auf.
Das Unternehmen war zuletzt an acht Standorten innerhalb Deutschland vertreten.

## Preise
Ein Ranking der im Asset-Management tätigen Unternehmen von Bell Management Consulting führte Corpus Sireo bis 2014 regelmäßig an; seit der Übernahme durch Swiss Life lieferte es keine Daten mehr für die jährliche Erhebung.

## Corporate Social Responsibility
2001 gründete das Unternehmen gemeinsam mit der Familie Zimmer die „Cornelius Stiftung für Kinder suchtkranker Eltern“. Die Stiftung betreibt unter anderem seit 2005 das Cornelius-Haus in der Kölner Innenstadt, das suchtkranken Schwangeren und Müttern mit Kindern therapeutische Begleitung ermöglicht.